# Live in Stockholm
Albums de Deep Purple
Nobody's Perfect
(1988) In the Absence of Pink
(1991)
Live in Stockholm est un album de Deep Purple sorti en 2005.
Ce concert a été enregistré le 12 novembre 1970 à la Maison des concerts de Stockholm, en Suède. Il est commercialisé pour la première fois en 1988 sous le titre Scandinavian Nights (à ne pas confondre avec la vidéo du même nom sortie en 1990, qui documente un concert donné à Copenhague en 1972). En 2005, Purple Records en édite une version remasterisée à partir des bandes d'origine.

## Titres

### CD 1
1. Introduction – 2:12
2. Speed King (Blackmore, Gillan, Glover, Lord, Paice) – 11:16
3. Into the Fire (Blackmore, Gillan, Glover, Lord, Paice) – 5:18
4. Child in Time (Blackmore, Gillan, Glover, Lord, Paice) – 19:04
5. Wring That Neck (Blackmore, Lord, Paice, Nick Simper) – 30:59

### CD 2
1. Paint It, Black (Jagger, Richards) – 12:11
2. Mandrake Root (Blackmore, Lord, Rod Evans) – 31:41
3. Black Night (Blackmore, Gillan, Glover, Lord, Paice) – 7:11

## Musiciens
- Ritchie Blackmore : guitare
- Ian Gillan : chant, congas, harmonica
- Roger Glover : basse
- Jon Lord : claviers
- Ian Paice : batterie